# Tibor Kincses (judo)
Dans le nom hongrois Kincses Tibor, le nom de famille précède le prénom, mais cet article utilise l’ordre habituel en français Tibor Kincses, où le prénom précède le nom.
Tibor Kincses, né le 12 février 1960 à Kecskemét et mort le 9 juin 2025, est un judoka hongrois évoluant dans la catégorie des moins de 60 kg. 

## Palmarès

### Jeux olympiques
- 1980 à Moscou,  Union soviétique
  -  Médaille de bronze dans la catégorie des moins de 60 kg (poids super-léger)